# 侯固
侯固（1932年5月—），山东省东平县人，中国人民解放军将领。
早年参加国共内战，之后参加朝鲜战争，回国后担任海军保卫部副部长、部长等职。1984年，任海军航空兵司令部政治部副主任；1988年，任海军南海舰队航空兵政委。1990年，被授予少将军衔。后被任命为中国人民解放军军事法院院长。